# Quần đảo Similan

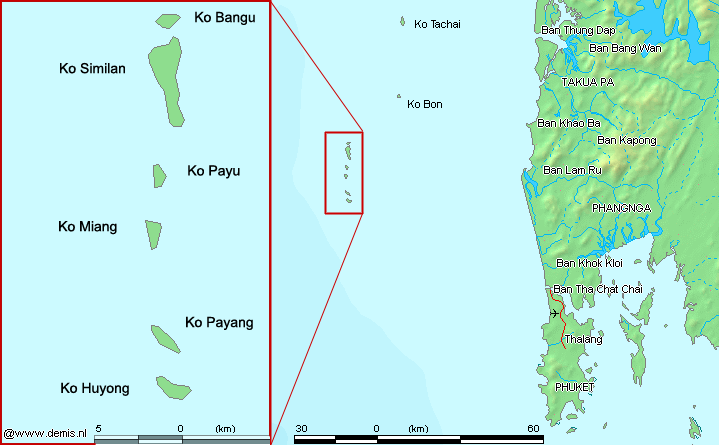
Quần đảo Similan

Quần đảo Similan (tiếng Thái: หมู่เกาะสิมิลัน, phát âm tiếng Thái: [mùː kɔ̀ʔ si.mi.lan], Malay: Pulau Sembilan سمبيلن ڤولاو) là một nhóm các hòn đảo ở biển Andaman nằm ngoài khơi bờ biển và là một phần của tỉnh Phang Nga, miền nam Thái Lan. Nó là một công viên quốc gia được công nhận năm 1982.
Công viên là một quần đảo với 9 đảo gồm Ko Bon, Ko Bayu, Ko Similan, Ko Payu, Ko Miang (hai hòn đảo liền kề), Ko Payan, Ko Payang và Ko Huyong. Gần đây, công viên có thêm 2 hòn đảo xa xôi khác là Ko Bon và Ko Tachai.
Quần đảo có tọa độ 8°39′9″B 97°38′27″Đ / 8,6525°B 97,64083°Đ